# Фишль, Карл
Карл Адальберт Фишль-Пиркхенфельд (нем. Karl Adalbert Fischl-Pirkhänfeld; 17 апреля 1871, Биркфельд, Вайц — 21 февраля 1937, Кайнбах-Грац, Штирия) — австрийский архитектор. Представитель стиля модерн.

## Биография
Ученик Карла Фрейхера фон Хазенауэра и Отто Вагнера, а также коллега Йозефа Плечника. В основном занимался строительством домов (включая внутреннюю отделку) в Вене и окрестностях. После Первой мировой войны в Вене не осталось ни одного здания тяжелобольного архитектора, проведшего последние годы жизни у себя на Родине, за исключением муниципального жилого комплекса Фаворитен, Тристерштрассе 75-77.
В июне 1936 года Фишль попал в приют братьев милосердия в Кайнбахе-бай-Грац и там же 21 февраля 1937 года умер. Похоронен на маленьком лесном кладбище без надгробия.

## Основные работы

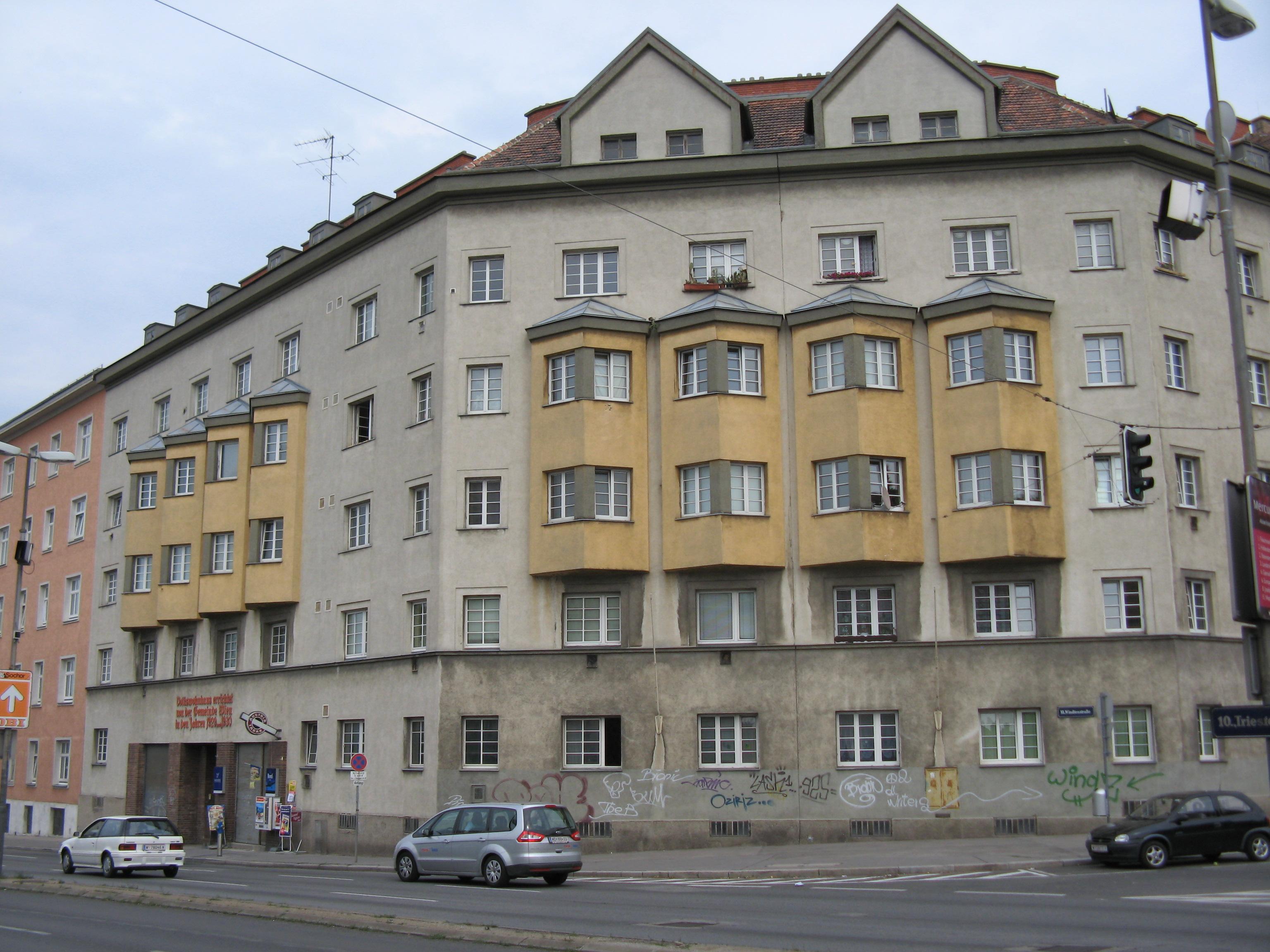
Жилой комплекс (1929 г.), Triester Straße 75-77, автор Карл Фишль

- Penzingerstraße 40 / Vienna Penzing, 1901—1902 гг., Дом Марии Пергер, отреставрированный в 2003 г.
- Wöllersdorferstraße 7 / Markt Piesting, 1902 г., вилла kk Notars Huber, монументальное здание в региональном стиле
- Triester Straße 75-77 — Windtenstraße / Wien-Favoriten 1929—1930, жилой дом города Вены с 53 квартирами.
- Сотрудничество в офисе Отто Вагнера при планировании Венского городского железнодорожного вокзала.
- Winkelbreite 6 / Vienna Hietzing, 1913, Вилла Вахтель[4].